# モンキー乗り
モンキー乗り（モンキーのり、英：Monkey crouch, Monkey seat）は、競馬における騎乗法の一つ。鞍に腰を下ろさず、乗馬の一般的様式よりも短く設定された鐙の上に立ち、腰を浮かせて背を丸め、膝でバランスを取りながら前傾姿勢で騎乗する方法。18世紀にアメリカで生まれたとされ、20世紀初頭から世界的に普及した。名称は、普及の契機を作ったアメリカ人騎手・トッド・スローン（英語版）がイギリスで初めて騎乗した際、その姿勢が「枝の上の猿（Monkey on a stick）」と喩えられたことによる。日本ではモンキー乗り以前に主流だった、鞍に腰を下ろして馬の背と垂直の姿勢を保つ騎乗法を天神乗りと呼ぶ。
天神乗りは騎手の体重が馬の背に直接かかるため負担が増えるのに対し、モンキー乗りは体重が鐙を介して背の前方にかかり負担が少ないためスピードを出しやすいとされる。一方で騎手は両足で体重を支えつつバランスを保つ必要があるなど難易度が高いため、競馬学校では2年目から教育される。
なお競艇では、選手がボートでターンマークを回るときにこのような姿勢を取ることが多く、モンキーターンと呼ばれる。

## 歴史
モンキー乗りの発祥地はアメリカとされる。起源については黒人の少年が我流で編み出したという説、『デイリー・テレグラフ』によるネイティヴ・アメリカンの騎乗法を真似たという説 があるが、定かではない。いずれにせよ最初に採用したのは黒人騎手であり、18世紀のイギリス植民地時代から存在し、現地を訪れるイギリス人を驚かせていたとされる。
近代競馬の発祥地であるイギリスにおいて初めてモンキー乗りを披露したのも、黒人騎手のウィリー・シムズ（英語版）であった。1894年までアメリカで2年連続の最多勝利騎手となっていたシムズは、1895年に後援者の計らいで渡英し、ニューマーケット競馬場のクラウフォードプレートに騎乗した。その奇矯なフォームはイギリス人からの嘲笑を受けたが、この競走で勝利を収めるとイギリスの騎手達は暗澹たる様子になったという。しかし以後シムズは騎乗機会に恵まれず、4カ月の滞在で19戦4勝の成績に終わった。
モンキー乗りが普及するきっかけを作ったのは、やはりアメリカ人で、白人のトッド・スローンであった。シムズから2年後の1897年10月に渡英したスローンはシムズと同じく嘲笑されたが、ニューマーケットに数週間の滞在で53戦20勝という成績を残し、イギリスの人々を驚かせた。翌年も10月からニューマーケットで次々と勝利を重ね、2度の遠征で計98戦42勝の成績を残し、モンキー乗りの評価を決定的なものとした。1899年からはイギリスでフルシーズンの騎乗を行い、シボラでクラシック競走の1000ギニーに優勝するなどし、年間では343戦108勝で5位に付けた。騎乗数は160勝を挙げた1位サム・ローテスの半分ほどであった。スローンは騎手を目指す少年達の憧れの的となり、時を同じくしてイギリスの騎手達もモンキー乗りの習得へ向かった。
モンキー乗りの普及はまた、ヨーロッパ各国において独占的に騎乗を行っていたイギリス人騎手の権威失墜と、それに代わってのアメリカ人騎手の急速な台頭をもたらした。ヨーロッパ競馬に造詣が深かった獣医学者・須藤義衛門は1913年当時の状況を以下のように伝えている。
須藤によれば、当時ヨーロッパでは「アングロマニア」と呼ばれたイギリス風物礼賛があり、イギリスを発祥とする近代競馬の騎手という職業も、イギリス人の特殊技能であると考えられていた。ために、馬事馬産の先進国であったドイツ帝国、オーストリア＝ハンガリー帝国、ロシア帝国といった国々でさえも、自国で積極的に騎手を養成することをせず、競馬開催時には高額な報酬をもってイギリスから騎手を招いていた。しかしスローンや、彼に続いたアメリカ人騎手の活躍でイギリス人騎手の特権的地位は崩壊へ向かい、これに伴って各国（上記のほかフランス、イタリアなど）において自国騎手養成への気運が高まった。
現在の競馬ではモンキー乗りが一般的な騎乗法である。

## 米欧におけるスタイルの相違

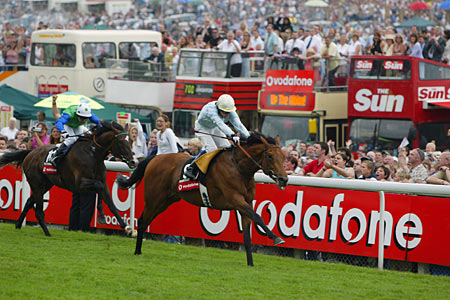
ヨーロッパ型の大きな動きで馬を追うキアラン・ファロン（水色服）。

モンキー乗りはアメリカを発祥として世界各国へ広まったが、そのフォームは各地で細部が異なった形で発展し、アメリカ型とヨーロッパ型に大別される。アメリカ型では鐙を浅く爪先に掛け、上体を前傾させて馬の背に貼り付くような姿勢であるが、ヨーロッパ型ではアメリカ型よりも上体が起き、スパートを掛けてからは下半身でも盛んに扶助を行う。また、アメリカ型が馬の腰に鞭を入れるのに対し、ヨーロッパ型は鞭を振り上げて馬の尻を打つ。こうした相違は、両者の競馬場の違いから起こると考えられている。アメリカの競馬場は平坦なトラックコースであるため、「空気抵抗を避ける」ことに主眼が置かれているのに対し、ヨーロッパの競馬場は起伏に富み、力を要するため、「馬を動かす」ことに主眼が置かれているのである。
もっとも、1980年代にアメリカからヨーロッパに渡って成功したスティーヴ・コーゼン、キャッシュ・アスムッセンの影響や、世界的なスピード重視の傾向を受けて、ヨーロッパでもアメリカ型のフォームで騎乗する者が増加している。1990年代から2000年代にかけてのトップジョッキーであり、自身もアメリカ型が好きだというランフランコ・デットーリは言う。「前世紀、トッド・スローンと彼のモンキー乗りが一世を風靡し、スティーブ・コーセンのはそれ以上続いている。イギリスの競馬に合わせて改造していったスティーブの騎乗フォームに合わせるよう努めたジョッキーが何人かいたのもおかしなことだった」。デットーリによれば、アメリカよりも総じて距離が長くペースも遅いヨーロッパの競馬で、終始低い姿勢を保つ完全なアメリカ型で騎乗することは体力的に難しく、「レース前半は馬をリラックスさせるよう鞍上をやや高めに、後半はスピードをつけるためアメリカン・クラウチングスタイルに、このやり方が一番効果的なようだ」と語っている。
なお、純然たるアメリカ型では、右側の鐙を左側よりも短くする「エース・デュース」というスタイルが採用されている。これはアメリカの競馬場がすべて左回りかつ小回りであるため、重心を左側に置いてコーナーをより小さく回るための工夫である。創始者はエディー・アーキャロとされる。

## 日本におけるモンキー乗り

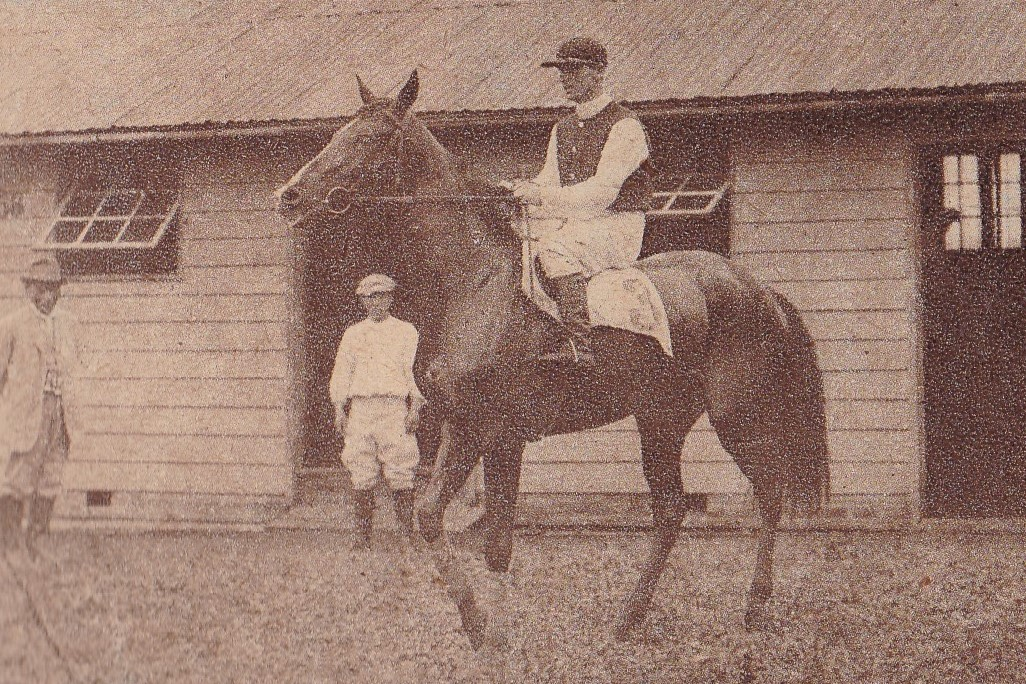
コッフェー騎手(大正3年)

日本においては初めてモンキー乗りを実践したのは1907年に来日したオーストラリア人騎手W・H・コッフェーとされる。ただし当時の日本の競走馬は欧米の競走馬よりも騎手の命令に対する反応が悪く、コッフェーは鐙を長くして騎乗していたため、モンキー乗りと天神乗りの中間というべきスタイルであったという。日本中央競馬会発行日本レース倶楽部五十年史小史では明治末に横浜競馬場において短くした鐙で騎乗している騎手の写真が載っている（騎手名は不明だが尾形藤吉の説明では外国人騎手フレッチャーに似ているという）。同じく日本中央競馬会発行日本レース倶楽部五十年史小史では大正時代にコッフェーが日本人にモンキー乗りを伝えたと言う。また、競馬史家の若野章の調査では、1908年3月の『競馬雑誌』に「鐙を短くして身体を馬の前身に持たせて背部を密着せしめ」る「米国風」の騎乗法についての記述があり、「一昨年頃までは英国風多かりしかど、近年は米国風最も多く、後藤録三郎、桧垣林之助の如きは、まったくこの米国風による模様なりき」と伝えられている。しかし若野も「あるいは純粋なモンキー乗りとはいえず、半モンキー位のものではなかったか」と推測している。
コッフェーの騎乗スタイルは赤石孔（とおる）・徳田伊三郎・美馬勝一・伊藤勝吉・中村一雄ら日本人騎手によって模倣され、戦前の騎手教本にも最善の騎乗法として紹介されている。実際、1930年代には鞍に腰を下ろし、背を伸ばして騎乗する方法はほぼ廃れていた。ただし、当時のモンキー乗りは現在と比べると長鐙で、極端な前傾姿勢は取っていない。JRA調教師顕彰者の藤本冨良は、上記のうち美馬のフォームについて「鐙が短かったということで、アメリカ式のモンキーじゃない」と語っている。
本格的なモンキー乗りを初めて日本に紹介したのは、太平洋戦争後に在日米軍の三沢基地に勤務し、騎手免許も所持していたロバート・アイアノッティである。戦後初の外国人騎手ともなったアイアノッティのフォームは、当時日本で主流だった「半モンキー」とは大きく異なるもので、日本人騎手の間でも注目を集めた。その後アイアノッティは帰国したが、1957年にはイギリス人騎手のW・R・ジョンストンが東京競馬場で模範騎乗を行ってモンキー乗りへの関心はさらに高まり、翌1958年にハクチカラのアメリカ遠征に同行した保田隆芳が現地で習得し、帰国後に実践したことで日本でも広く普及した。このため、一般的には保田が日本におけるモンキー乗りの先駆者とされている。現在、日本の平地競走においてはすべての騎手がモンキー乗りで騎乗している。
なお、中央競馬の競馬学校騎手課程では、アメリカ型を標準としたフォームを教えている。中央競馬と地方競馬の騎手とでは、後者の方がより大きい動きのフォームを持つ者が多いとされているが、これは先述のアメリカ型とヨーロッパ型に生じる相違と同様の理由であると考えられる。中央競馬は軽い芝コースが主であるのに対し、地方競馬は砂が深く敷かれたコースが多く、より力を要するのである。しかしながら、2000年代に入り地方競馬の騎手たちが中央競馬に移籍をはじめ活躍するようになると、中央においても「動かす」フォームが重視されはじめ、中央生え抜きであるランキング上位の騎手にも、下半身の扶助を盛んに行う者が見られるようになっている。